# Коконопряд дубовый
Коконопряд дубовый (лат. Lasiocampa quercus) — бабочка семейства Коконопряды.

## Описание
Длина переднего крыла 25—45 мм. Размах крыльев — 45—85 мм. Выражен половой диморфизм. Самка крупнее самца. Крылья со светлой перевязью, которая имеет размытые края с внешней и чёткие — с внутренней стороны. Основной фон окраски крыльев самки рыже-жёлтый, а у самца чёрно-бурый, на переднем крыле имеется белое пятно с буроватой каймой. Тело покрыто пушистыми бурыми волосками.

## Ареал
Ареал вида простирается по территории всей Европы; в России встречается на восток до Иркутской области. Встречается также в Малой Азии и на Кавказе.
Встречается в лиственных и смешанных лесах, а также на сфагновых болотах, в зарослях кустарников, на полянах.

## Биология
Время лёта приходится на июль-август. Самцы наиболее активны днем, до полудня. Самки же активны с наступлением сумерек и ранним утром, и чаще самцов прилетают на искусственные источники света.

## Цикл развития
Гусеница покрыта густыми желтовато-бурыми волосками. По бокам тела имеется белая полоска, а между сегментами тела — белые точки. Гусеницы вопреки названию не питаются на дубе, но являются полифагами и кроме ракитника едят клевер, яблоню, рябину и многое другое. В зависимости от климатических условий и участка ареала бабочки могут иметь одногодичный или двухгодичный цикл развития. В европейской части России, при одногодичном цикле стадия гусеницы протекает с августа по май, а стадия куколки приходится на июнь. Гусеницы появляются из яиц примерно на 10 сутки, развиваются до холодов, зимуют, просыпаются в начале мая, активно питаются, линяют два раза и окукливаются в начале июня в плотном коконе из шёлка и вплетённых в него волосков. Внутри кокона гусеница окукливается примерно на пятые сутки. Бабочка появляется через пять недель. 

## Здоровье человека
Контакт с гусеницей чреват аллергическими реакциями на волоски. Появляется зуд, покраснение кожных покровов.